# Devon Hyde
Devon Hyde (* 26. Dezember 1967) ist ein ehemaliger belizischer Leichtathlet. Er war auf den Dreisprung spezialisiert.
Hyde nahm an den Olympischen Sommerspielen 1988 in Seoul teil. Im Dreisprung schied er mit einer Weite von 14,09 m nach der ersten Runde aus. Er nahm auch an den Panamerikanischen Spielen 1987 in Indianapolis teil.